# Denis Monfleur
Denis Monfleur, né à Périgueux (Dordogne) le 14 décembre 1962, est un sculpteur français. Il vit et travaille à Fontenay-sous-Bois et en Dordogne.

## Biographie
Denis Monfleur passe son enfance à Paris puis à Nogent-sur-Marne. Adolescent il s’initie à la sculpture avec le modelage en terre. A 18 ans, il devient ouvrier dans la presse parisienne.
Autodidacte[réf. nécessaire], il décide de se consacrer à plein temps à la sculpture et abandonne les créations en terre et en plâtre car elles impliquent d’être fondues, ce qui est économiquement inenvisageable. Il obtient grâce au maire de Fontenay-sous-Bois un lieu pour travailler le marbre et le bois : la Maison pour tous Gérard-Philipe.
En 1986, il expose pour la première fois à Fontenay-sous-Bois. En 1989, il rencontre le sculpteur José Subirà-Puig qui l’engage comme praticien. Il sera par la suite le praticien de Dietrich-Mohr et de Marcel Van Thienen.
En 1995, il expose à Paris. Sélectionné pour le Prix Fénéon, il se blesse en transportant sa pièce. Immobilisé, il décide de se mettre au granit. Cette pierre plus primitive[pas clair], plus austère est surtout plus résistante à l’extérieur et à la pollution que le marbre.
Son travail est caractérisé par la taille directe sur une pierre dure souvent monumentale. Cette technique implique un geste définitif où l'artiste soustrait de la matière. Son vocabulaire artistique est figuratif. L’humain est au centre de son œuvre avec une dimension universelle,. Pour Olivier Cena de Télérama : 

« Quand Denis Monfleur taille ses têtes et ses personnages dans le basalte, il dit la vision qu'il a de l'homme. Il dit les contradictions, la violence et la poésie, l'égoïsme et les élans de générosité parfois, les passions avouables ou condamnables - tout ce que restituent les nuances de la pierre, les ombres et les lumières, les anfractuosités et les pics, le poli et le rugueux, l'élégance des courbes et la tension des arêtes »

Il rentre à la galerie Guigon en 1999,, puis en 2002 à la galerie Suzanne Tarasiève,,. Il expose en France et à l’étranger : Hommage aux déportés juifs de Thessalonique, Creator Vesuvio à Herculanum, Une rencontre granitique dans les jardins des éditions Gallimard à Paris.
En 2010, il entre à la galerie Claude Bernard. Il développe différentes techniques, utilise la couleur et l'émaillage et travaille des pierres de plus en plus dures, notamment des roches magmatiques telles que les orgues basaltiques et la diorite.
En 2014, il réalise en Uruguay une œuvre intitulée El. Atlante del Cerro et expose trente œuvres réalisées sur place.[réf. nécessaire]
Il travaille ensuite sur de plus petites pièces en taille directe qui forment des séries (les Menines, les Assis…). L'exposition avec la série des Individus comprend près de trois cents personnages en lave, tous différents et réunis sur un même socle pour composer une œuvre en développement permanent. Présentée une dizaine de fois depuis, cette œuvre est continuellement augmentée de nouveaux individus. 
En 2016, Jean-François Voguet lui remet l’insigne de Chevalier de l'Ordre des Arts et Lettres. La même année, il réalise L’Apporteur de l’espoir, une pièce monumentale installée devant la gare d’Austerlitz, en hommage aux Brigades internationales, parties en Espagne combattre le fascisme auprès des Républicains.
En 2020, il passe le confinement dans une usine du Puy-de-Dôme qui extrait des blocs de lave sur lesquels le sculpteur travaille depuis une dizaine d'années.
En 2021, il expose quatre têtes monumentales en granit sur la Place Vendôme à Paris.
En avril 2023, installation de douze  “Monumentales” à Bordeaux, dans le cadre du programme L'art dans la ville : jardin et cour d’honneur de l’Hôtel de Ville, parvis de la Galerie des Beaux-Arts et de la Gare Saint-Jean, en avant-première de l'exposition au MusBA "Denis Monfleur. Peuples de pierre" du 2 juin 2023 au 7 janvier 2024.

## Expositions personnelles (sélection)
- 1996 : 5e édition de L’Art dans les chapelles[21], Morbihan
- 1998 : La Boucherie et le Massacre, avec le peintre Fabian Cerredo, Espace Paul Ricard et Galerie Les Singuliers, Paris
- 2000 : Corps et âmes, Galerie Guigon, Paris[2],[11]
- 2002 :
  - Je tu il, elle, nous vous, ils, elles, Galerie Guigon, Paris[22]
  - Des gens, Galerie Suzanne Tarasiève, Barbizon (Catalogue)[23],[12]
- 2003 : Denis Monfleur : Paysages d’humains[3], Galerie Le Troisième Œil, Bordeaux (Catalogue)
- 2004 : Sur ce[7], Galerie Suzanne Tarasiève, Barbizon (Catalogue)
- 2005 :
  - Pour la peau des hommes[24],[25], Galerie Guigon, Paris (Catalogue)
  - Espace Saint-Louis[26], Bar-le-Duc (Catalogue)
- 2006 : Angels 2006, Palais Bénédictine, Fécamp (Catalogue)[27]
- 2008 : 
  - La cour des têtes[28], Château de Carrouges, Carrouges (Catalogue)
  - Le chant du granit[29],[30], Galerie Guigon, Paris (Catalogue)
- 2009 :
  - Abbaye de la Madeleine[31], Châteaudun (Catalogue)
  - Têtes Vérités[32],[33], Galerie Nathalie Gaillard, Paris (Catalogue)
- 2010 : L’Œuvre Granit[34],[6] , La Ferme Ornée, Propriété Caillebotte, Yerres. Parution du livre Denis Monfleur, L’Œuvre Granit [35]aux Éditions de la Table Ronde avec un texte de Eric Darragon

- 2011 : Ronan Barrot / Denis Monfleur [36], Galerie Claude Bernard, Paris (Catalogue)
- 2012 : Denis Monfleur[37], Musée de la Fondation de Coubertin, Saint-Rémy-les-Chevreuse. Édition du livre Denis Monfleur [38]aux Éditions de la Table Ronde avec un texte de Jean-Luc Coatalem.
- 2013 :
  - Denis Monfleur[15], Galerie Claude Bernard, Paris (Catalogue)
  - Monfleur Monumentales Metz, L’Art dans les Jardins, Metz (Catalogue)[39]
- 2015 :
  - Individus, à la Galerie Claude Bernard et à ART Paris (Catalogue)[40]
  - Réalise une œuvre pour le Musée International de sculptures contemporaines monumentales en plein air à Santo Tirso, Portugal
- 2016 : Pierres vives, Château de Montréal en Périgord (Catalogue)
- 2017 : Les émaillées… et quelques autres, Galerie Claude Bernard, Paris (Catalogue)[41]
- 2018 :
  - Sortir du piège [5],[42]. Sculptures de Denis Monfleur. L'Art au Fil de la Rance, Plouër-sur-Rance
  - Erratiques. Sculptures de Denis Monfleur[43], Musée d'art sacré de Saint-Nicolas de Véroce, Parc Thermal et Maison forte de Hautetour, Saint-Gervais Mont-Blanc (Catalogue)
  - Par la pierre... Ad Petras, Musée Marcel-Sahut, Volvic
- 2019 :
  - Révélations, biennale internationale des métiers d'art et de création, Grand Palais, Paris[44]
  - Grandeur séculière, "L'Art dans la Ville" d'Issoire[45], et exposition au Centre d'art Jean-Prouvé, Issoire. Préface du catalogue d’exposition par Eric Vuillard
- 2021 : Monfleur ◆ Seul. Sculptures, bronzes, dessins, Librairie Galerie Métamorphoses, Paris (catalogue)
- 2023 : Denis Monfleur. Le souffle, l'éternité[46]. Une collection de gemmes et de pierres taillées, Librairie Galerie Métamorphoses, Paris (catalogue)
- 2024 : Denis Monfleur, orgue basaltique.Galerie Cécile Loiret, Vannes. Catalogue d'exposition, texte La sculpture se prononce par Eric Vuillard.
- 2024 : Denis Monfleur. Hommes de lave et d'albâtre. Galerie Laurentin, Paris.

## Commandes publiques
- L’Apporteur de l’Espoir, parvis de la Gare d’Austerlitz, Paris
- L’Implorant, Fonds départemental d’art contemporain de l’Orne
- Ange blanc et Le Roi, Fonds municipal d’art contemporain de Yerres
- Réalisation d’une sculpture pour les Brigades Internationales d’Espagne en collaboration avec Oscar Niemeyer et Jean Michel Daquin, Musée de la Résistance, Champigny-sur-Marne
- Place de la Liberté-Hommage aux déportés juifs à Thessalonique, musée d’art contemporain de Thessalonique
- Fonds municipal d’art contemporain de Villeparisis
- L’Observatoire, groupe scolaire Jean Zay, Fontenay-sous-Bois
- Le Torse noir, Etterbeck, à l’occasion du 20e anniversaire du jumelage des villes de Fontenay-sous-Bois et d’Etterbeck (Belgique)
- Chambre de commerce et d’industrie versaillaise
- La Colonne ailée, groupe scolaire Jean Zay, Fontenay-sous-Bois
- La Grande Prière, musée d’art contemporain, Saint-Ouen
- L’esclave ou le 20 décembre 1848, pour le centre d’Art Aimé Césaire, Ville de la Verrière [47]
- Collection Jean-Claude Volot, Abbaye Auberive

## Prix et distinctions
- 1989 : 1er prix du XXVe Salon d'Art Contemporain de Saint-Ouen
- 1994 :
  - 1er prix Xe Salon International d'Art Contemporain de Villeparisis
  - Sélectionné pour le prix Antoine Pevsner, Centre Georges Pompidou, Paris
  - Sélectionné pour le prix Louis Weiler, Institut de France, Paris
  - 1er prix de l'Association pour le Commerce et l'Industrie Versaillaise
- 1995 : Sélectionné pour le prix Fénéon, Chapelle de la Sorbonne, Paris
- 1996 : 1er prix Sculpture de la Triennale Internationale d'Art Contemporain et de Littérature des Pays de la Communauté Européenne et de la francophonie
- 2000 :
  - 1er prix de sculpture contemporaine de la ville de Barbizon
  - Sélectionné pour représenter Paris au Symposium International de Sculpture Contemporaine de Thessalonique (Capitale Culturelle Européenne 1997), Grèce
- 2004 : 1er prix de sculpture Pierre Cardin, Académie des Beaux-Arts, Institut de France, Paris[8]
- 2016 : Nommé Chevalier de l'ordre des arts et des lettres[48]

## Publications
- Denis Monfleur. Orgue Basaltique. Catalogue d'exposition galerie Cécile Loiret, Vannes, auto-éditions galerie Cécile Loiret, 2024, texte La sculpture se prononce par Eric Vuillard.
- Espaces, formes et matières. Textes de Sophie Verchère. Éditions Lord Byron, 2024  (ISBN 978-2-491901-72-1)
- Le souffle, L'éternité. Texte de Gérard Macé. Librairie Métamorphoses, 2023
- Denis Monfleur. Les désaxés. Textes de Éric Darragon et Éric Vuillard. Éditions Lord Byron, 2022  (ISBN 978-2-491901-35-6)
- Monfleur ◆ Seul[49]. Texte d'Éric Darragon, Bertrand Tillier et Éric Vuillard, 2021
- Éric Vuillard (préface) et Centre d'art Jean Prouvé, Denis Monfleur : grandeur séculière : Art dans la ville, Issoire, 2019, 76 p.  (ISBN 979-10-93338-21-7)
- Erratiques. Sculptures de Denis Monfleur. Texte d'Éric Darragon. Saint-Gervais Mont-Blanc, 2018[50]
- Les émaillées... et quelques autres.Texte d'Éric Darragon. Éditions Galerie Claude Bernard, mars 2017[41]
- Bernard Vasseur, Denis Monfleur. Au diable vauvert, 2017, 124 p.  (ISBN 979-10-307-0162-3)
- Pierres vives, Château de Montréal en Périgord, 2016[51]
- Individus. Texte d'Éric Darragon, Éditions Galerie Claude Bernard, 2015[40]
- Denis Monfleur. Texte de Bertrand Tillier, Éditions Galerie Claude Bernard, 2013[52]
- Le vent amènera la pluie. Texte de Michel C. Thomas, Éditions du Chemin de fer, 2013[53]
- Denis Monfleur. Texte de Jean-Luc Coatalem. Fondation Coubertin, 2012[38]
- Barrot / Monfleur. Texte d'Éric Darragon, Éditions Galerie Claude Bernard, 2011[54]
- Denis Monfleur, L’Œuvre granit. Texte d'Eric Darragon, Éditions de La Table ronde, 2010[35]
- Denis Monfleur. Textes de Jean-Claude Lethiais, Alain Rambert, Eric Darragon, Abbaye de la Madeleine, Châteaudun, 2009[55]
- Jean-Noël Schifano, Creator Vesevo, Paris, Gallimard, 2008, 128 p.  (ISBN 9782070122929)
- Le visage qui s’efface, de Giacometti à Baselitz, Hôtel des Arts, Toulon (Catalogue)[56]
- Le Chant du granit. Texte d'Éric Darragon, Galerie Guigon, Paris, 2008
- Angels, Palais Bénédictine, Fécamp, 2006[27]
- Sur ce, Galerie Suzanne Tarasiève, Paris, 2004[57]
- Denis Monfleur : Paysages d’humains, Galerie le Troisième Œil, Bordeaux, 2003
- Je tu il, elle, nous vous ils, elles, Galerie Guigon, Paris, 2002
- Des gens[58], Galerie Susanne Tarasiève, Barbizon, 2002